# Diplocentrus bereai
Espèce
Diplocentrus bereai est une espèce de scorpions de la famille des Diplocentridae.

## Distribution
Cette espèce est endémique du Veracruz au Mexique. Elle se rencontre vers Actopan.

## Description
Le mâle holotype mesure 25,94 mm et les femelles de 31,41 à 32,09 mm.

## Étymologie
Cette espèce est nommée en l'honneur de Pablo Berea.

## Publication originale
- Armas & Martín-Frías, 2004 : Nueva especie de Diplocentrus Peters, 1861 (Scorpiones: Scorpionidae: Diplocentrinae) de Veracruz, México. Revista ibérica de aracnología, vol. 9, p. 103-106 (texte intégral).